# Odette Sculpture Park

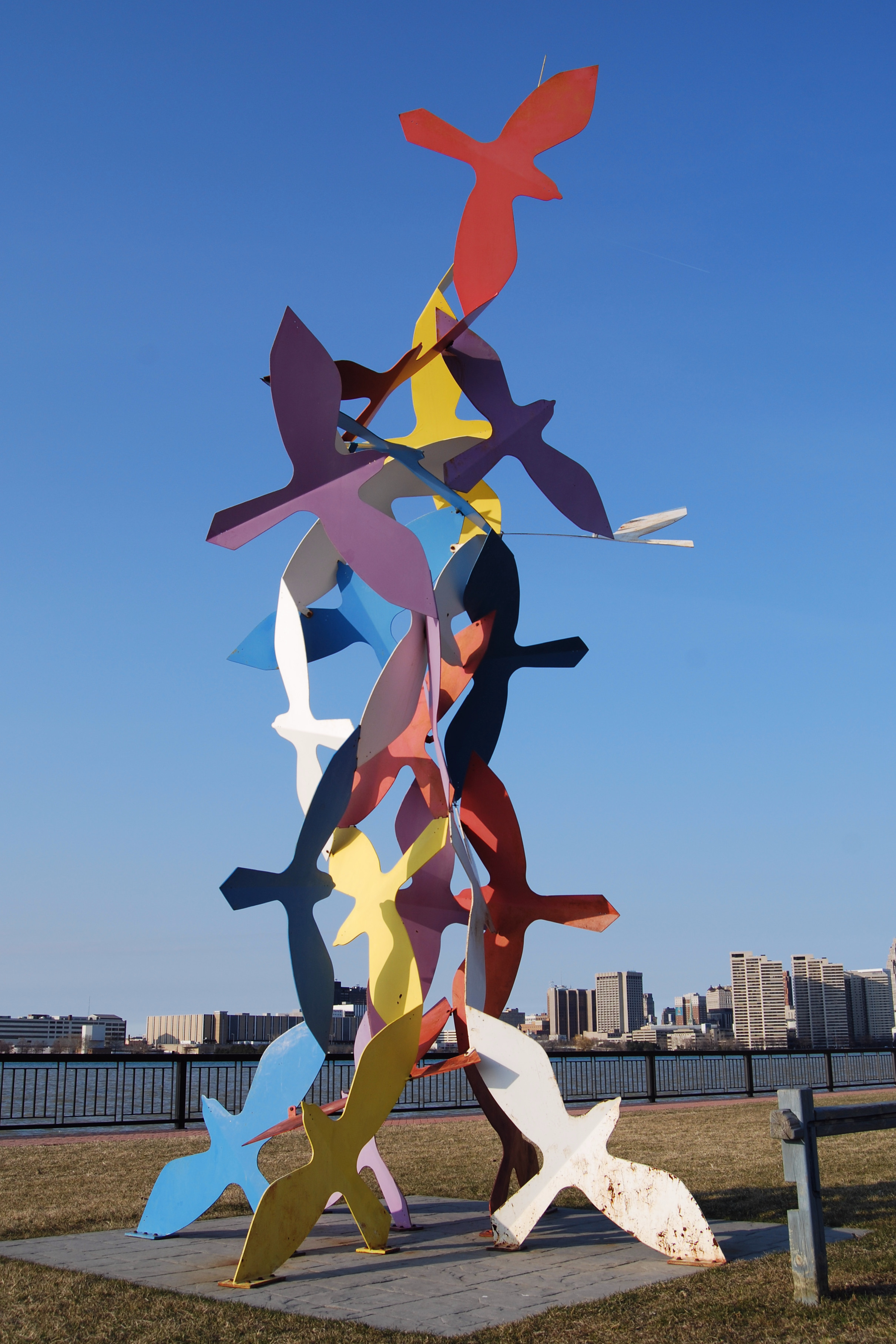
Morning Flight van Gerald Gladstone

Het Odette Sculpture Park is een vrij toegankelijk beeldenpark in Windsor in de Canadese provincie Ontario.

## Geschiedenis
Het park ligt op de oever van de rivier de Detroit, die de steden Windsor (Canada) en Detroit (Michigan) (Verenigde Staten) scheidt. In 1997 werd het Windsor Sculpture Park gesticht met 8 beeldhouwwerken, die waren geschonken door de P & L Odette Foundation. In 2000 en 2001 werd het aantal sculpturen uitgebreid en in 2001 werd het park hernoemd naar de weldoeners. De collectie bestaat inmiddels uit 31 werken van voornamelijk Canadese en enkele internationale kunstenaars.

## Collectie (selectie)
- Ted Bieler : Tower Song
- Haydn Davis : Composition with Five Elements
- Joseph DeAngelis : Rinterzo
- Sorel Etrog : King and Queen en Space Plough
- Elisabeth Frink (U.K.) : Flying Men
- Gerald Gladstone : Morning Flight
- Anne Harris : Tohawah
- Derrick Stephan Hudson : Tembo (2002) en Racing Horses
- Maryon Kantaroff : The Garden en Cordella
- William McElcheran : Businessman on a horse (1989)
- Joe Rosenthal : Consolation
- Edwina Sandys (U.K.) : Eve's Apple
- Yolanda Vandergaast : Penguins on a Waterfall (2000)
- Bruce Watson : Union Six (1997)

## Fotogalerij

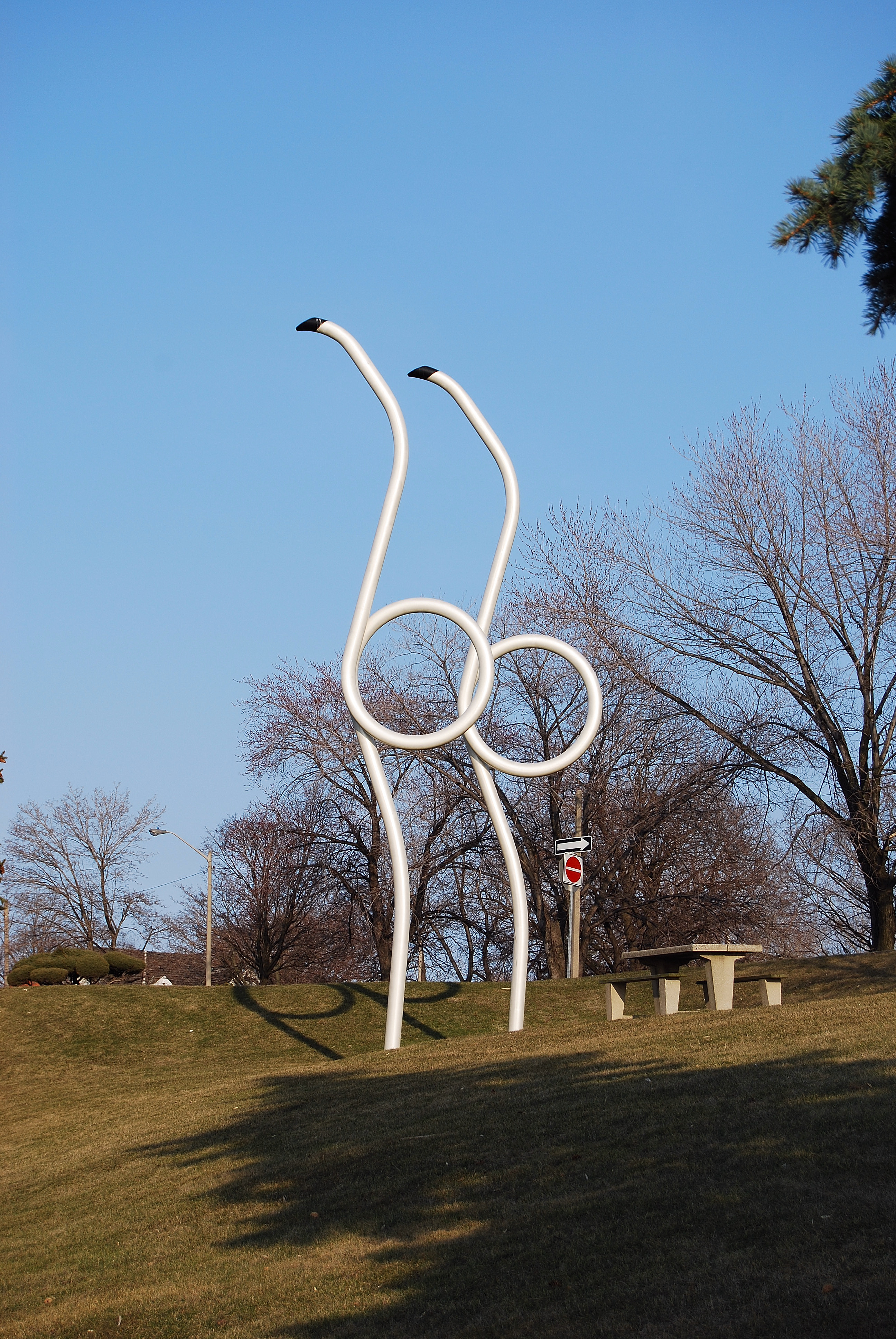
Anne Harris: Tohawah
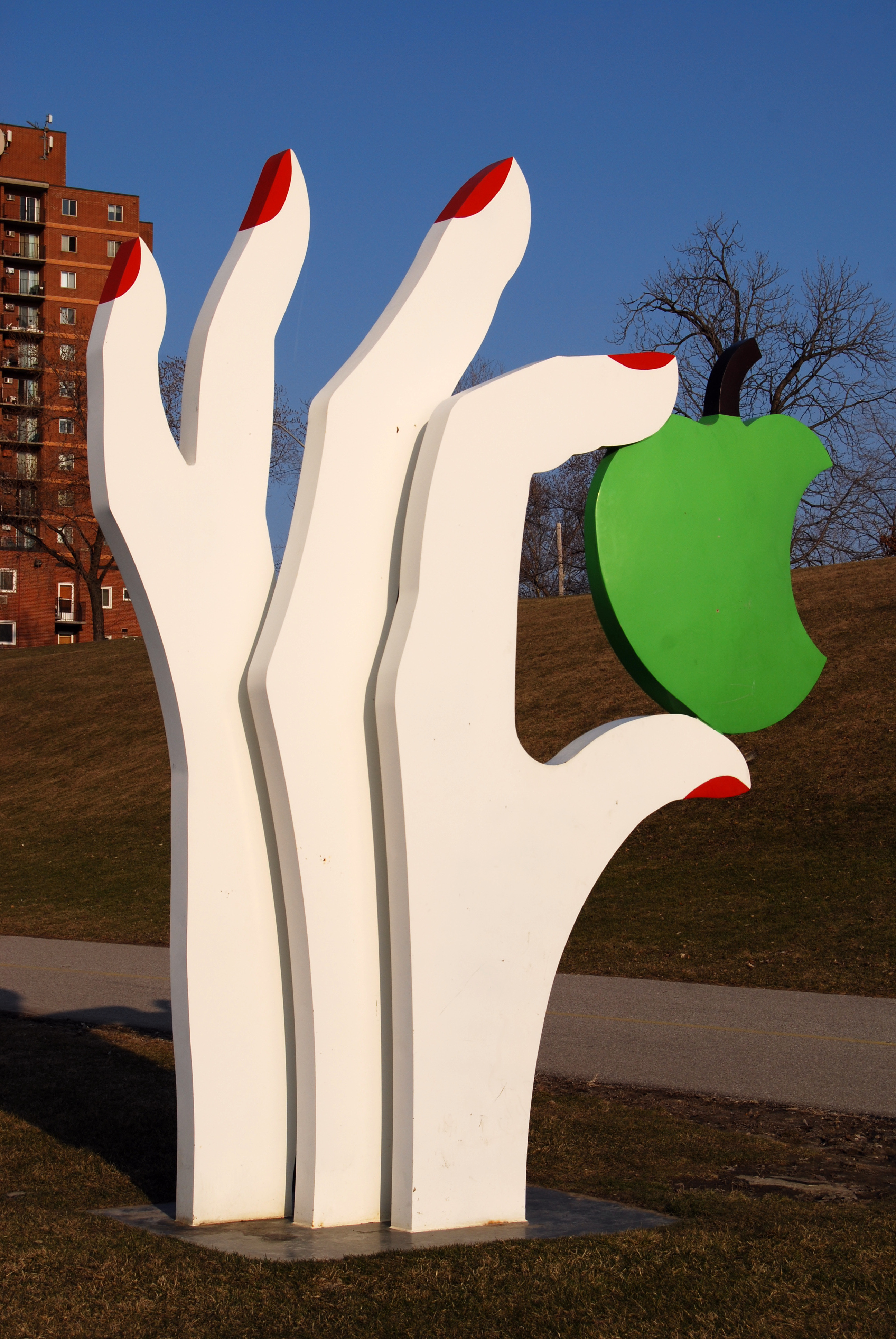
Edwina Sandys: Eve's Apple
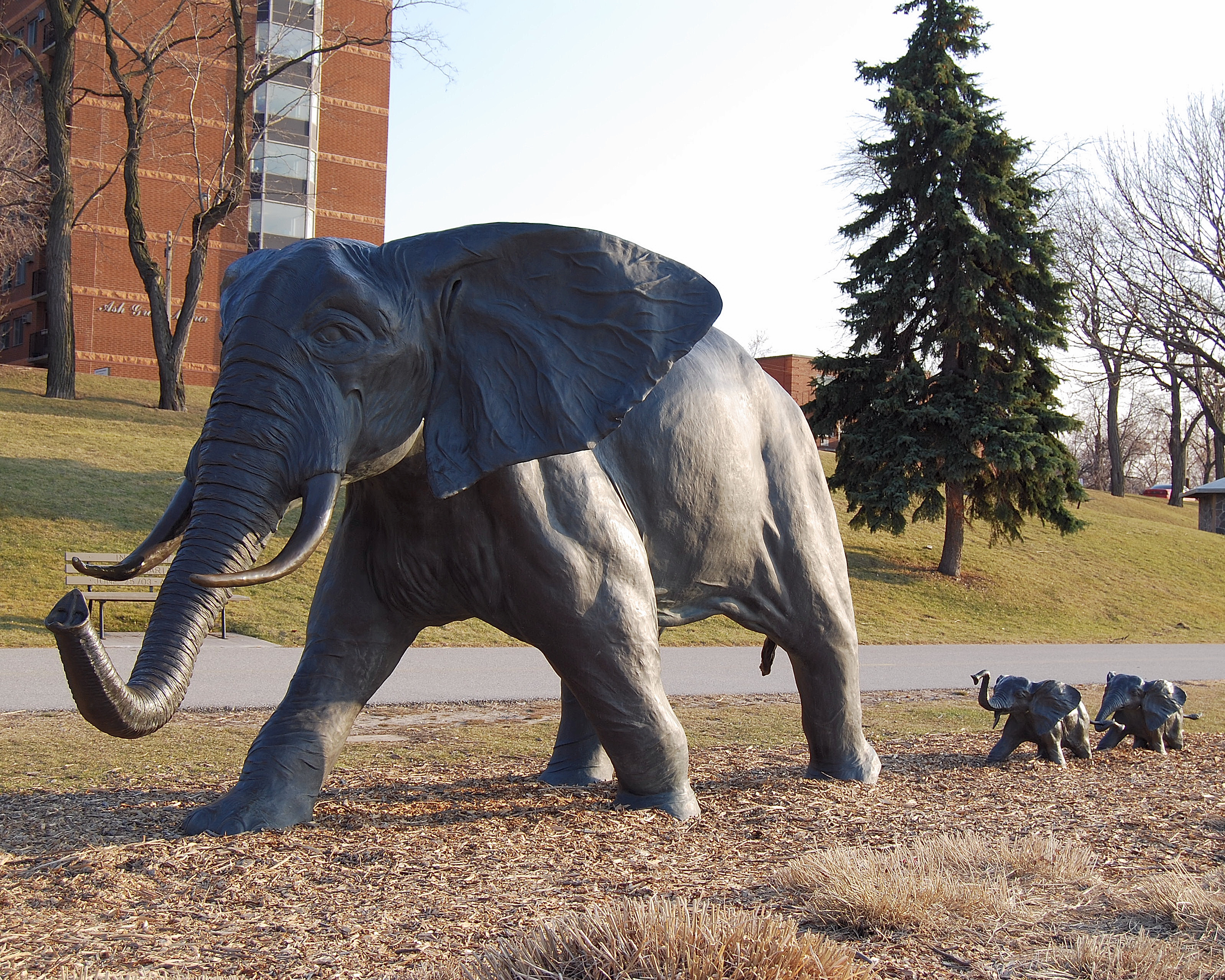
Derrick Stephan Hudson: Tembo
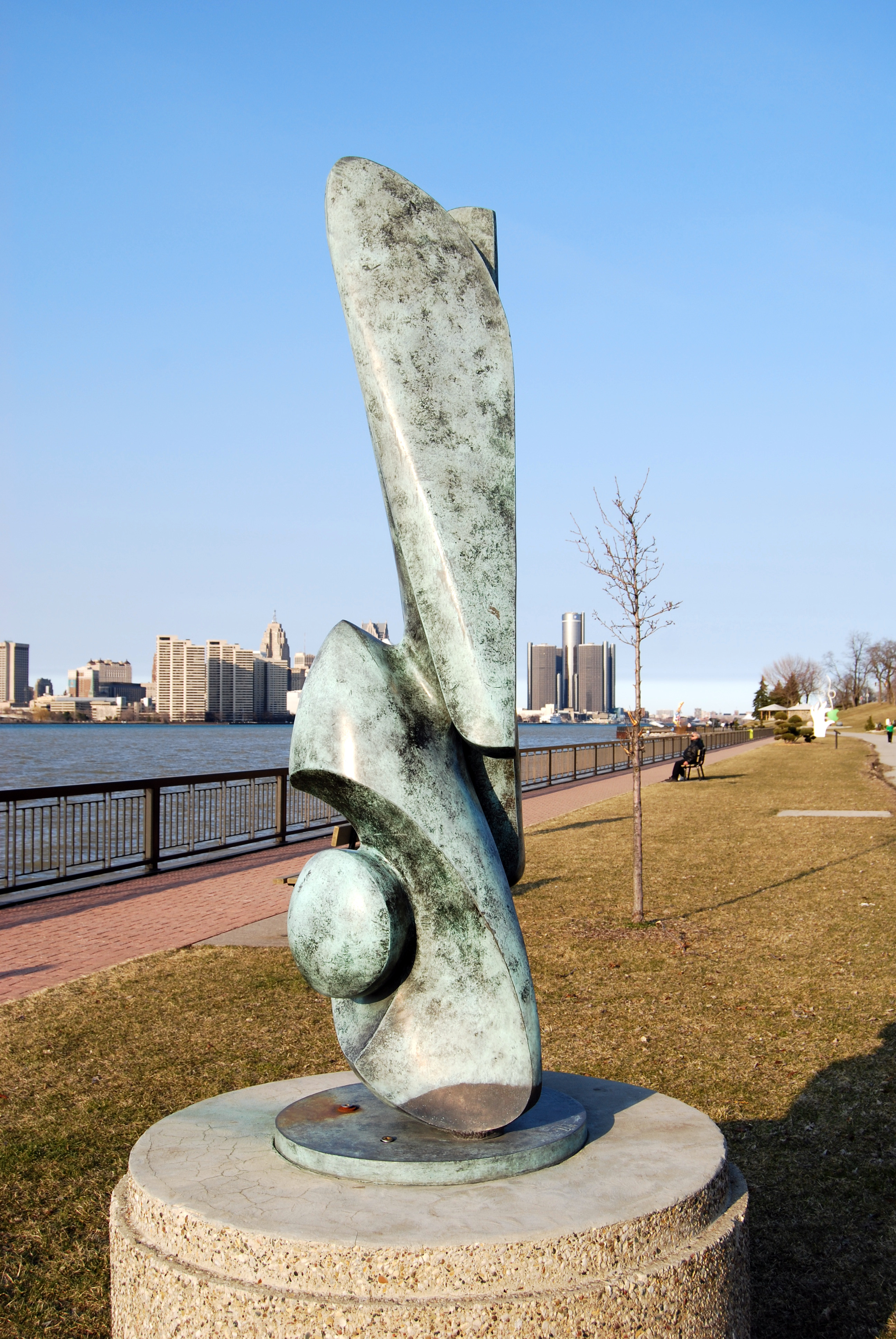
Maryon Kantaroff: The Garden